# Бішофрод
Бішофрод (нім. Bischofrod) — громада в Німеччині, розташована в землі Тюрингія. Входить до складу району Гільдбурггаузен. Складова частина об'єднання громад Фельдштайн.
Площа — 5,42 км2. Населення становить 162 ос. (станом на 31 грудня 2021).

## Галерея

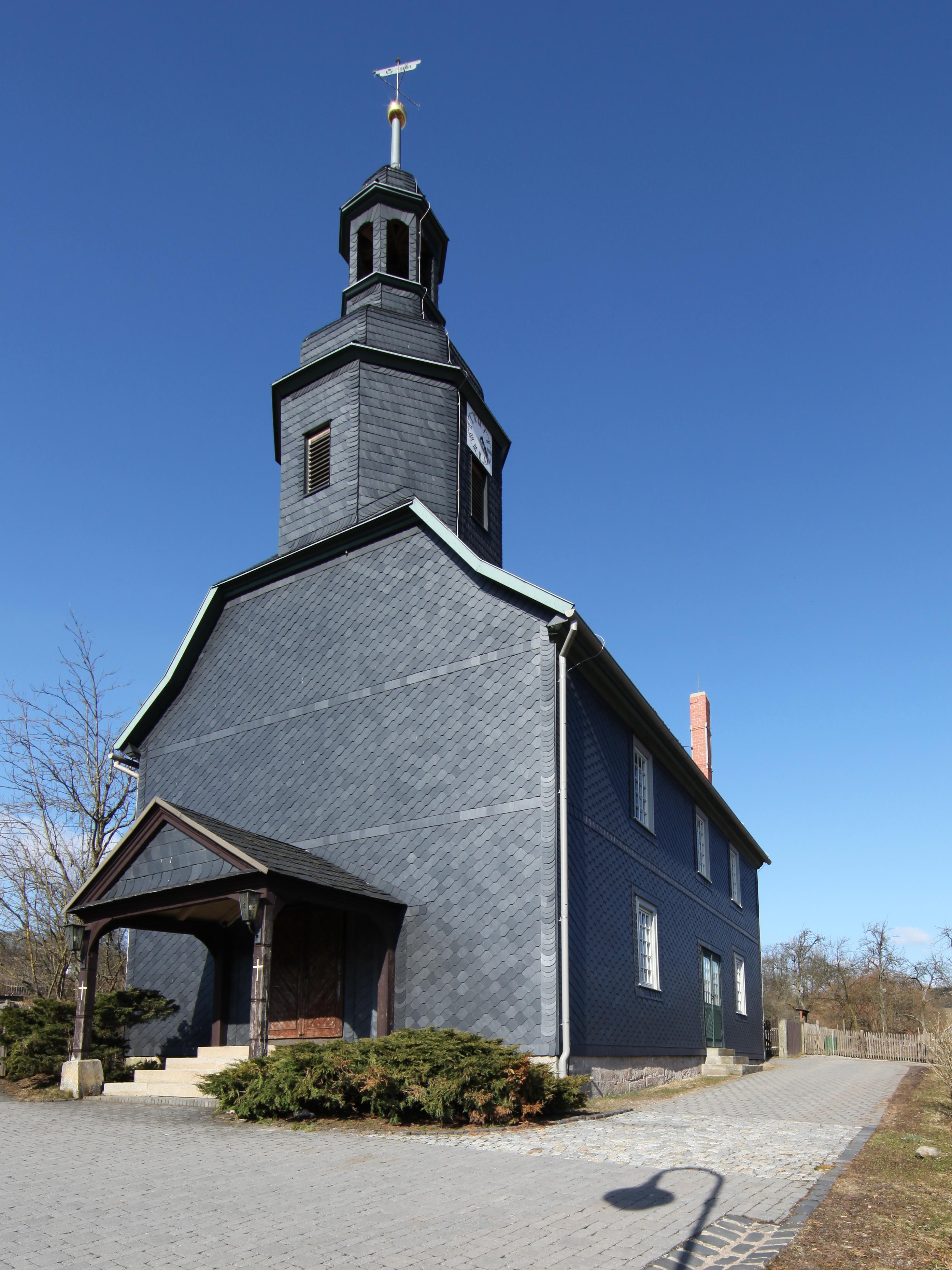